# قناة شهامة الفضائية
قناة شهامة هي قناة فضائية سعودية متنوعة، ناطقة باللغة العربية. تعد جزء من مؤسسة شهامة الإعلامية. كانت تبث من الشركة المصرية لمدينة الإنتاج الإعلامي بمصر، والآن تبث من المدينة الإعلامية بالرياض.

## مذيعو القناة
1. راشد القناص (مذيع برامج ثقافية).
2. طلال الفرد (مذيع برامج سياسية).
3. مرضي المدني (مذيع متنوع).
4. عدنان كلكتاوي (مذيع ومستشار اقتصادي).
5. نواف عزيز.
6. محمد حلون الشراري.
7. محمد العيسى.